# Wolfgang Pförringer
Wolfgang Pförringer (* 13. August 1944) ist ein deutscher Orthopäde und Sportmediziner. 

## Leben
Pförringer, der aus einer alten Regensburger Ärztefamilie stammt, studierte ab 1965 Medizin in München und war als Assistenzarzt an der Johns Hopkins University in Baltimore, USA, am Groote Schuur Hospital in Kapstadt, Südafrika, und an der chirurgischen Klinik Davos (Schweiz) tätig. 1971 würde er mit der Dissertation Die Anfallsbereitschaft von Epileptikern an der Universität München promoviert. Die weitere Ausbildung durchlief er an der staatlichen-orthopädischen Klinik der Universität München bei Alfred Nikolaus Witt, wo er 1978 Facharzt für Orthopädie und Sportmedizin wurde, sich 1981 habilitierte und 1987 zum außerordentlichen Professor an der Universität München berufen wurde.
Nach dem Verkauf der staatlich-orthopädischen Klinik an eine private Trägergruppe war er dort noch für ein Jahr ärztlicher Direktor und eröffnete danach eine Privat-Ordination in München, Theatinerstr. 1, mit operativer Tätigkeit an der Klinik Dr. Schreiber in München.
Pförringer war einer der Gründer der Gesellschaft für orthopädisch-traumatologische Sportmedizin. Diese entwickelte sich zu einer international tätigen Gesellschaft.
Als weiteren Schwerpunkt seiner medizinischen Tätigkeit wählte Pförringer dann die Arthrose im Hinblick auf Entstehung, Therapie und Prävention und widmet sich heute hauptsächlich dieser Erkrankung in ihrer konservativen wie operativen Therapie.
Wolfgang Pförringer wurde mit der Leitung des gesundheitspolitischen Arbeitskreises der CSU an der Seite des ehemaligen Gesundheitsministers Horst Seehofer berufen.
1989 wurde Pförringer zum Schatzmeister der Gesellschaft der deutschen Orthopädie gewählt. Dieses Amt bekleidete er bis Ende 2010. In der neugeschaffenen Gesellschaft für Orthopädie und Unfallchirurgie (DGOU) wurde er wiederum deren erster Schatzmeister. Er erhielt die Ehrenmitgliedschaft der Deutschen Gesellschaft für Orthopädie und orthopädische Chirurgie (DGOOC).

## Schriften
Pförringer hat zahlreiche wissenschaftliche Veröffentlichungen, Monografien und Handbücher zum Thema Sportmedizin veröffentlicht, darunter das bisher einzige Werk zum Thema Die Epiphysenfugen und als bisher letztes ein Buch zum Thema Die Patella.

## Ehrungen und Auszeichnungen
- Ehrenmitglied der deutschen Gesellschaft für Orthopädie und orthopädische Chirurgie 2010
- Ehrenmitglied der japanischen Gesellschaft für orthopädische Sportmedizin (JOSSM) 1988
- Ehrenmitglied der hellenischen Gesellschaft für Orthopädie 2005
- Ehrenpräsident der deutschen Vereinigung für orthopädische Sporttraumatologie (DVOST) 1999[2]
- Ehrenvorsitzender des gesundheitspolitischen Arbeitskreises der CSU, München 1998
- Fellow des deutsch-schweizerisch-österreichischen Reisestipendiums (ASG) 1986
- Mitglied der südafrikanischen orthopädischen Gesellschaft (SAOA) 1978